# Stevnstrup
Stevnstrup – miasto w Danii, w regionie Jutlandia Środkowa, w gminie Randers.